# Рувас, Сакис
Са́кис Рува́с (греч. Σάκης Ρουβάς, род. 5 января 1972 года на острове Корфу, Греция) — греческий певец, бывший спортсмен.

## Биография

### Детство
Родился 5 января 1972 года в Греции на острове Корфу в семье Костаса Руваса и Анны-Марии Панарету. Есть младший брат Толис. Отец работал водителем, мать — в магазине беспошлинной торговли в местном аэропорту. В 10 лет принял участие в театральной постановке «An I Karharies Itan Anthropi» (рус. Если бы жулики были людьми), много выступал в местных театрах Корфу. Позже сам научился играть на гитаре, слушал иностранную музыку.
В 1984 его родители развелись, и он со своим братом вынужден был переехать в другую часть острова, где жили родители его отца: бабушка Элпиники и дед Анастасис (в честь него был назван Сакис). Отец вскоре вновь женился. Сакис был вынужден пойти работать, чтобы помочь новой семье отца.
Занимался спортом, в 16 лет попал в Греческую Национальную Сборную по прыжкам с шестом. Но, несмотря на это, решил посвятить себя музыке. Он выступает с хитами Элвиса Пресли и Битлз перед своими одноклассниками. Закончив учиться, он работает в отелях и ночных клубах певцом, в 17 лет один уезжает в Патры.

### Личная жизнь
Сакис Рувас состоит в официальном браке с греческой актрисой Катей Зигули. У пары есть четверо детей — Анастасия Рувас (2009), Александрос Рувас (30 августа 2011), Ариадна (род. 3 января 2013), Аполлонас (21 апреля 2016)

## Творческая карьера

### 1991−1993: Первые альбомы
Первый раз Сакис выступил в 1991 году в Show Center Афинах. Именно тогда его обнаружила звукозаписывающая компания PolyGram и предложила контракт на запись песен. Уже через несколько месяцев Сакис Рувас дебютировал на конкурсе «Thessaloniki Song Festival» с песней «Par' ta» (рус. Возьми их), заняв первое место. Примерно в то же время выпущен дебютный альбом «Sakis Rouvas», который занял первое место в греческом чарте. Последующие синглы тоже стали очень популярными. Благодаря второму альбому «Min Antistekesai» (рус. Не сопротивляйся), выпущенному в сентябре 1992 года, Сакис Рувас получает все большую популярность.
В ноябре 1993 выходит третий альбом «Gia Sena Sakis Rouvas» (рус. Для тебя от Сакиса Руваса), позже ставший золотым. Сингл «Kane Me» (рус. Сотвори меня) стал радиохитом. «To Ksero Eisai Moni» (рус. Я знаю, что ты одинока), и «Ksehaseto» (рус. Забудь) также имели успех.

### 1993−2000: Дальнейший успех
Зимой 1994 в сотрудничестве с Никосом Карвеласом и Натальей Герману записывает четвёртый альбом «Aima, Dakrua kai Idrotas» (рус. Кровь, слёзы и пот), который позже стал платиновым. Песни «Ela Mou» (рус. Приди ко мне) и Ksama (рус. Вновь) стали очень популярными, и ни один концерт не обходится без их исполнения.
Позже Сакис был призван на службу в армию.
В 1996 он выпускает новый альбом «Tora Arhizoun Ta Diskola» (рус. Сейчас начинаются тяжелые времена), ставший золотым. Он опять сотрудничает с Никосом и Натальей, а позже в одном из ночных клубов выступает с Анной Висси. В том же году был открыт фан-клуб Сакиса «SRFC», ставший одним из самых больших фан-клубов Греции.
В 1997 с Анной Висси записывает песню «Se Thelo, Me Thelis» (рус. Я хочу тебя, ты хочешь меня) для её нового альбома «Travma».
19 мая 1997 года Сакис принял участие в акции за мир и воссоединение, выступив вместе с турецким поп-исполнителем Бураком Кутом на концерте, организованном ООН на территории Кипра. За участие в этом концерте он был награждён международной премией «Ipeksi prize» за понимание и содействие. Наряду с ним эта премия была присуждена видным общественным и политическим деятелям.
Выпустив 5 альбомов, Сакис начал сотрудничать со звукозаписывающей компанией MINOS EMI. Выпуск альбома 1998 года «Kati apo Mena» (рус. Кое-что от меня) был представлен живым концертом в одном из крупнейших музыкальных магазинов Афин и стал золотым, а позже — платиновым.

### 2000−2004: 21st Akatallilos, Ola Kala, и To Hrono Stamatao
В марте 2000 он выпустил альбом «21st Akatallilos», ставший дважды платиновым и долгое время занимавший первые места в чартах. 25 октября 2000 он начал выступать с Антонисом Ремосом и Пегги Зиной.
В том же самом году он становится «лицом» компании Пепси для их новой летней кампании. Сотрудничество продолжилось в 2001, он выступал в телешоу в мае и принял участие в Pepsi Tour 2001.
Позже сотрудничал с Фивосом и Десмондом Чайлдом, в сотрудничестве с ними выпустил сингл «Disco Girl». Сингл стал хитом в Греции, получив статус платинового. На CD была записана также французская версия песни. Зимой выступал с Деспиной Ванди.
В марте 2002 получил награду Pop Singer of the Year за сингл «Disco Girl». На награждении исполнил песню «Ola Kala» (рус. Все прекрасно).
В июне 2002 выпустил восьмой альбом «Ola Kala» (рус. Все прекрасно). Он вновь сотрудничает с Фивосом и Десмондом Чайлдом и его альбом издается во Франции. Этот альбом стал золотым за 11 дней, платиновым за 4 месяца. Позже стал дважды платиновым. В сентябре вновь появляется в эфире в рамках рекламной акции Пепси.
В апреле 2003 Рувас вместе с Антонисом Ремосом и Наной Мускури выступают на Arion Awards. В том же году становится представителем сотовой компании Vodafone Greece. Летом он отправляется в турне по Греции, завершившееся концертом на Ликавите 11 октября 2003. Почти сразу после гастролей выходит девятый альбом «To Hrono Stamatao» (рус. Я останваливаю время).

### 2004: Евровидение

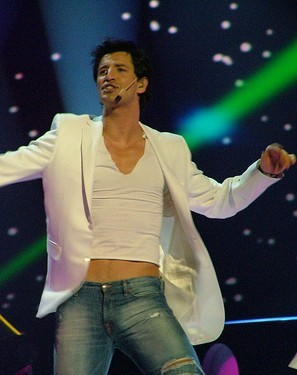
Сакис на конкурсе песни Евровидение 2004

Изначально был проведён национальный отбор, где были выбраны 3 финалиста. Но позднее было заявлено, что они поедут на Евровидение только в роли бэк-вокалистов. Телеканал ERT отдал честь представлять Грецию Сакису. За песню «Shake It» он получил Arion Music Awards, также «Лучший поп-певец» за альбом «To Hrono Stamatao».
В середине апреля сингл был издан на CD для промотура по Европе. Альбом «To Hrono Stamatao» также был переиздан вместе с синглом. В Греции он стал 4-м платиновым.
12 мая Сакис исполнил песню в полуфинале, а затем, 15 мая, и в финале конкурса песни Евровидение 2004. На Евровидении Сакис занял 3-е место, достойно представив Грецию.
Позже выступал на летних Олимпийских играх 2004 в Афинах, где исполнил несколько греческих народных песен. В конце 2004 спел дуэтом с Филиппом Киркоровым песню «Se Thelo San Trelos» (рус. Я хочу тебя безумно), которая стала популярной в России и также была записана на русском под названием «Как сумасшедший, я». Несколько эпизодов клипа были сняты в Санкт-Петербурге. Осенью 2004 Сакис стал специальным гостем на нескольких концертах Наны Мускури. Спустя два месяца выступал с Гиоргосом Мазонакисом и Еленой Папаризу.

### 2005−2006: S’Eho Erotefthei & Iparhi Agapi Edo
5 апреля 2005 получил награду «CD Single with the Highest Sales of 2004» за сингл «Shake It». 6 апреля выходит его десятый студийный альбом «S’Eho Erotefthei» (рус. Я влюблен в тебя), который за 5 месяцев стал платиновым, а позже 3х платиновым. При спонсорской поддержке Vodafone Greece в тот же день Сакис выступил с презентацией альбома в Ираклионе, Салониках и Корфу. Песни «S’Eho Erotefthei», «Hilia Milia» (рус. Тысяча миль), «Mila Tis» (рус. Он говорит ей), «Na M’Agapas» (рус. Люби меня) и «Cairo» стали радиохитами. В том же году Сакис получил награду как самый продаваемый греческий певец.
Зимой он решает не выступать по клубам, а отдохнуть в Лос-Анджелесе. 14 февраля, в День влюбленных, он дает концерт, на котором были исполнены баллады. Позже этот концерт при поддержке Vodafone Greece выходит на DVD и CD под названием «Live Ballads». Диск включал также два новых студийных трека: «Horis Kardia» (рус. Без сердца), и англоязычную версию песни «S’Eho Erotefthei» под названием «I’m in Love with You».
3 апреля 2006 исполнял «Horis Kardia» на шоу Arion Music Awards, где он получил награды «Лучший поп-альбом» и «Лучший поп-певец» за альбом «S’Eho Erotefthei». В том же месяце он продлил договор с Vodafone Greece, а компания Village Roadshow объявила, что Сакис будет сниматься в новом фильме.
В мае 2006 вместе с Марией Меноунос стал ведущим конкурса песни Евровидение 2006. В полуфинале он исполнил Love shine a night вместе с Марией, а в финале I’m in love with you.
14 июня 2006 исполнил «Agapa Me» и «Na M’Agapas» на шоу MAD Video Music Awards, получил награду «Лучший видеоклип от певца» за «Na M’Agapas» и «Лучший подбор костюмов в видеоклипе» за «Mila Tis». Летом этого же года были начаты съемки фильма Альтер Эго, в котором Сакис сыграл одну из ролей.
6 декабря 2006 вышел одиннадцатый альбом «Iparhi Agapi Edo» (рус. Любовь здесь). Песни «Ego Travo Zori» (рус. У меня тяжелые времена) и «Iparhi Agapi Edo» стали радиохитами, а песня «Ola Giro Sou Girizoun» (рус. Всё вращается вокруг тебя) стала танцевальным хитом #1. Позже этот альбом стал дважды платиновым.

### 2007: Alter Ego и This is My Live
В мае 2007 был выпущен фильм Альтер Эго. Этот фильм стал одним из самых дорогих по производству в Греции. Саундтрек «Zise Ti Zoi» к фильму был записан Сакисом, позже он стал радиохитом.
В марте вместе с Деспиной Ванди выступает в клубе Boom в Салониках. В конце апреля выступает на главной площади Афин в рамках рекламной акции Vodafone Greece.
10 сентября дает концерт на Ликавите, который был 12 декабря издан на CD и DVD под названием «This is my live». Зимой 2007—2008 отправляется в тур по Австралии и Северной Америке вместе с Антонисом Ремосом.

### C 2008−2009ЕвровидениеиIrthes

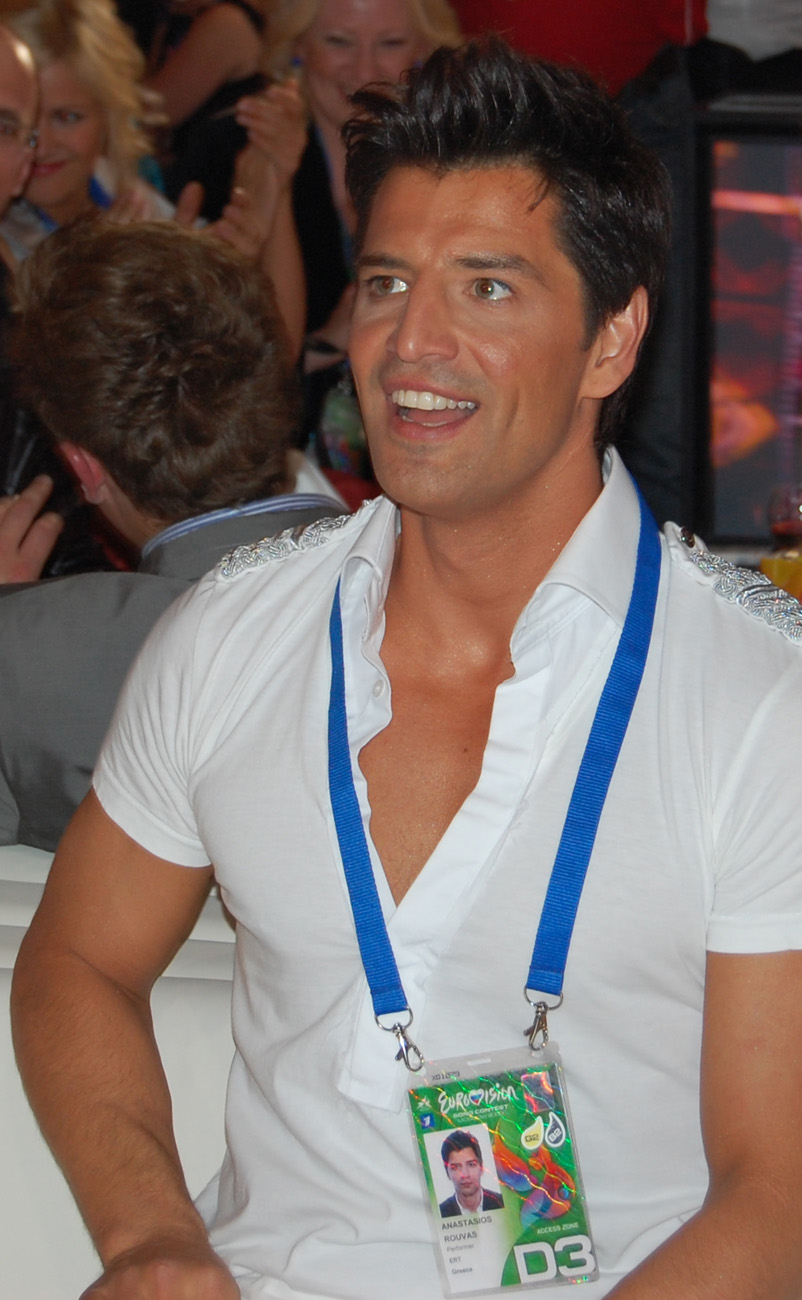
Сакис Рувас на Евровидении 2009

19 мая он начал петь с Пегги Зиной в клубе Politia, расположенном в Салониках. Спустя месяц, 17 июня, на открытии шоу MAD Video Music Awards 2008 стоялась премьера новой песни «Kai Se Thelo» (рус. И я хочу тебя). Сакис также получил награду как лучший певец года. В июле сингл стал доступным для загрузки в интернете. Этот танцевальный хит быстро завоевал первые позиции греческих чартов и Ай-тьюнз.. Позже песня вошла в альбом Irthes.
В июле Сакис дал интервью Nitro Radio, в котором заявил, что будет представлять Грецию на конкурсе песни Евровидение 2009 ещё раз. 15 июля это также было подтверждено телеканалом ERT. Также стало известно, что Димитрис Контопулос станет композитором песни.
Также стало известно, что Сакис станет ведущим программы «Factor X» (греческой версии телепрограммы «Народный артист») на греческом канале ANT1..
Зимой 2008—2009 он выступал в музыкальном шоу с сёстрами Маггирэс.
25 октября 2008, Сакис представил Грецию на конкурсе песни ОГАЕ с песней «Stous 31 Dromous», но занял только 3 место, уступив Хорватии и Великобритании.
18 февраля 2009 на телеканале ERT прошёл национальный отбор, в ходе которого из трёх песен была выбрана «This is our Night» .
7 марта выступил с конкурсной песней «This is our Night» на национальном отборе, 8-го принял участие в концерте, посвящённому Международному Женскому дню в Кремле.
В финале Евровидения 2009 занял 7-е место, набрав 120 очков. Певец и греческая аудитория были крайне разочарованы результатом, впрочем, несмотря на это, Рувас получил поддержку со стороны общественности и средств массовой информации во многих странах мира впервые в истории выступлений греческих конкурсантов на Евровидении, независимо от того, какими были результаты их выступления.
27 марта 2009 года Марианна Вардинояннис назначила Сакиса Руваса президентом благотворительного фонда «ЭЛЬПИДА» и послом доброй воли ЮНЕСКО. Совместно с общегреческой сетью фастфудов Goody’s певец инициировал кампанию ArGOODaki, нацеленную на помощь детям, больным раком, а в марте 2010 года сам внес пожертвование в размере 300 тысяч евро.
1 июля 2009 года Рувас дал грандиозный концерт, билеты на который были раскуплены за считанные часы, на историческом стадионе Панатинаикос. Концерт, который собрал 40 тысяч зрителей, состоялся в поддержку программы по охране окружающей среды и сохранению архитектурных древностей. За этим выступлением последовал «Sakis Live Tour» по десяти крупнейшим городам Греции, он длился с июля по сентябрь 2009 года.
В октябре 2009 года стартовал второй сезон греческого талант-шоу The X Factor, ведущим которого снова стал Сакис. Параллельно принял участие в озвучивании мультфильма Планета 51 и в конце года дебютировал как киноактёр в американском психологическом триллере «Принуждение» (англ. Duress), где исполнил главную роль наряду с Мартином Донованом.

### 2010−2012: Παράφορα

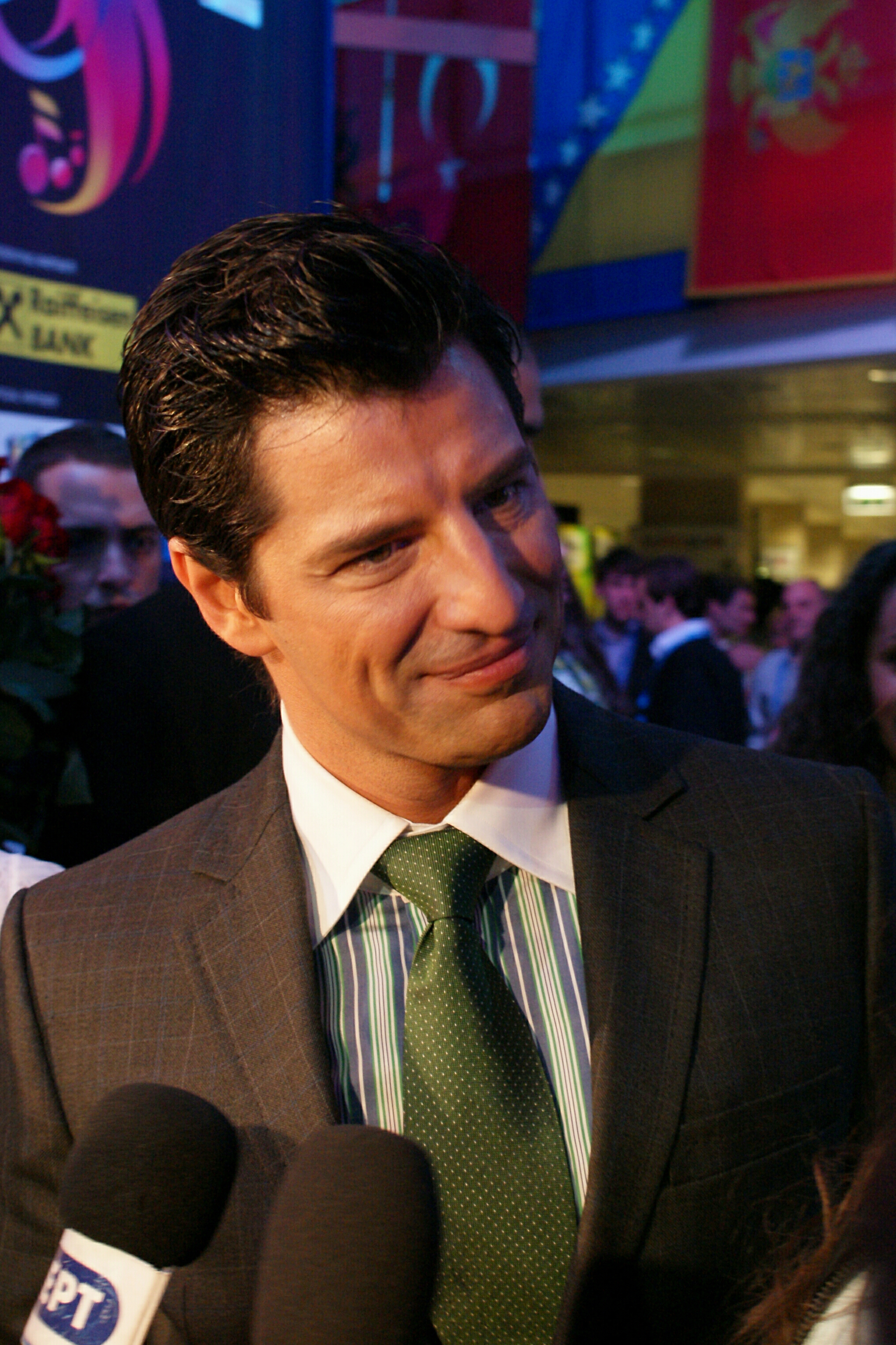
Рувас дает интервью телеканалу ERT в мае 2010 года

Зимой 2009—2010 года Рувас открыл развлекательный комплекс The S Club, где выступал совместно с Тамтой, Элефтерией Элефтериу и греческим рэпером Gifted. Он также открыл суши-клуб EDO. Однако 2 марта неизвестные подожгли его The S Club, греческая полиция подозревала конкурирующих владельцев клубов, были и свидетели, которые также указывали на поджог. В апреле 2010 года Сакис Рувас и его жена Катя Зигули стали владельцами франшизы и 25 % акций торговой марки Mariella Nails Body and Mind Care.
14 декабря 2010 года вышел новый альбом Сакиса Руваса под названием «Παράφορα». Альбом сразу занял первую строчку в чарте IFPI Greece — Top 75 Albums. В первую неделю получил статус платинового. Первый сингл альбома «Σπάσε το Χρόνο» занял первое место во всех греческих чартах, став четвёртым синглом певца, который имел такой успех. Песня принесла певцу ряд наград: Balkan Music Awards, MAD Video Music Awards, MTV Europe Music Awards 2010, в том числе в категории Best European Act. Не менее громкий успех имел второй сингл альбома «Εμένα Θες», который вышел в мае 2010 года и занял 5 место в смешанном чарте. Заглавная песня альбома вышла в октябре и также в первые три недели возглавила главные греческие чарты. В конце 2010 года Рувас второй год подряд завоевал звание «Певца года» и «Человека года».
В феврале 2011 года вышел четвёртый сингл альбома под названием «Oi dyo mas».
21 октября 2011 года состоялась премьера еженедельного шоу «Underworld S Club» на Афинской Арене. Выступление певца сопровождали Элени Фурейра и группа Onirama. Зимой 2012—2013 года Сакис Рувас выступает на сцене Diogenis Studio вместе с Ангеликой Илиади и группой Melisses. Рувас представляет уникальный музыкальный спектакль в стиле современного кабаре. Сакис Рувас завершил свои выступления в Diogenis Studio 19 января 2013 года.

### Альбомы
Дискография Руваса включает следующие альбомы:
- 1991 — Sakis Rouvas (Золотой)
- 1992 — Min Antistekese (Золотой)
- 1993 — Yia Sena (Золотой)
- 1994 — Aima, Dakria & Idrotas (Золотой)
- 1996 — Tora Arhizoun Ta Dyskola (Дважды платиновый)
- 1996 — Tora Arhizoun Ta Dyskola: Special Edition (Дважды платиновый)
- 1998 — Kati Apo 'Mena (Дважды платиновый)
- 2000 — 21os Akatallilos (Дважды платиновый)
- 2001 — 21os Akatallilos + 2 Bonus Remixes (Дважды платиновый)
- 2002 — Ola Kala (Дважды платиновый)
- 2002 — Ola Kala: Gold Edition (Дважды платиновый)
- 2002 — Ola Kala (International English Rerelease) (Дважды платиновый)
- 2003 — Remixes
- 2003 — Remixes + Bonus DVD (Платиновый)
- 2003 — To Hrono Stamatao (Дважды платиновый)
- 2004 — To Hrono Stamatao: Euro Edition (Дважды платиновый)
- 2005 — S´echo Erotefthi (Трижды платиновый)
- 2005 — S’echo Erotefthi: Special Edition (Трижды платиновый)
- 2006 — Live Ballads (Платиновый)
- 2006 — Live Ballads: Collectors' Edition (Платиновый)
- 2006 — Iparhi Agapi Edo (There’s Love Here) (Дважды платиновый)
- 2007 — This Is My Live
- 2008 — Yparhi Agapi Edo: Platinum Edition (Платиновый)
- 2009 — This Is Our Night
- 2010 — Parafora (Платиновый)[источник не указан 4950 дней]